# Борец за социальную справедливость
Борец за социальную справедливость, или воин социальной справедливости (англ. social justice warrior (SJW) — уничижительный термин, используемый для обозначения людей, отстаивающих по их мнению социально-прогрессивные взгляды (такие как феминизм, расовая справедливость, права сексуальных меньшинств).
Пейоратив «SJW» зародился в среде альтернативных правых на сайтах 4chan и Reddit, затем стал использоваться другими ультраправыми группировками и традиционными консерваторами. Термин используется главным образом в странах Запада (преимущественно США). В странах СНГ данный пейоратив остаётся менее популярным.
Как понятие борец за социальную справедливость возникло в конце XX века в качестве нейтрального или позитивного термина, обозначающего людей, занимающихся активизмом в сфере проблем социальной справедливости. В 2011 году термин впервые появился в Твиттере, после чего его коннотация изменилась с преимущественно положительной на чрезвычайно отрицательную. Во время спора по хештегу Геймергейт отрицательная коннотация стала использоваться значительно чаще и была направлена в частности на тех, кто придерживается взглядов социального либерализма, выступает в поддержку принятия различных культур обществом или феминизма, а также взглядов, считающихся политкорректными.
Термин вошёл в массовую культуру, в том числе в пародийную ролевую видеоигру Social justice warriors, выпущенную в 2014 году.

## История
Первоначально термин социальная справедливость — это мера равенства в жизненном положении людей, классов и социальных групп, объективно обусловленная уровнем материального и духовного развития общества. С начала 1990-х до начала 2000-х годов словосочетание борец за социальную справедливость использовалось в качестве выражения с нейтральным или лестным значением, например, как в статье 1991 года в Montreal Gazette, которая описывает профсоюзного активиста Мишеля Шартрана как «квебекского националиста и воина социальной справедливости».

## Уничижительное использование
Значение термина перешло с преимущественно положительного на отрицательное примерно в 2011 году, когда он впервые был использован в качестве оскорбления в Твиттере. В том же году также появилась статья в Urban Dictionary для этого термина. Отрицательное использование термина переросло в мейнстрим из-за череды скандалов Геймергейт 2014 года. С этого момента понятие «борец за социальную справедливость» (SJW) начинает появляться в качестве предпочтительного термина сторонников скандала для описания их идеологических противников. В интернет-культуре и в сфере видеоигр фраза широко ассоциируется со скандалами Геймергейт, а также с обсуждениями на портале Tumblr (как и с большей частью пользователей сервиса). Уничижительное использование термина было популяризировано на таких сайтах, как Reddit, 4chan и Твиттер.
Негативная коннотация в первую очередь направлена на приверженцев социального прогрессивизма, мультикультурализма или феминизма. По утверждению многих использующих данное выражение, это подразумевает, что человек участвует в неискренних спорах или активизме, касающихся вопросов социальной справедливости, чтобы повысить свою личную репутацию. Аллегра Ринго пишет для журнала Vice:

«Другими словами, SJW не придерживаются строгих принципов, a просто притворяются. Проблема в том, что на самом деле такой категории людей нет. Этот термин — просто способ отмахнуться от любого, кто поднимает тему социальной справедливости».
Оригинальный текст (англ.)"In other words, SJWs don’t hold strong principles, but they pretend to. The problem is, that’s not a real category of people. It’s simply a way to dismiss anyone who brings up social justice."

Данный термин обычно используется участниками онлайн-дискуссии качестве критики в адрес феминизма. В своей статье для журнала New Literary History Скотт Селискер пишет: «[участники форума] часто делают критические замечания личного характера по поводу того, что для них представляет тип „воина социальной справедливости“, то есть стереотип неразумной, ханжеской, предвзятой и самовозвеличивающей себя феминистки».
В августе 2015 года «social justice warrior» был одним из нескольких новых слов и фраз, добавленных в оксфордские словари.

## Массовая культура
В мае 2014 года концепция была включена в пародийную ролевую видеоигру под названием Social Justice Warriors. Игра «Social Justice Warriors», разработанной компанией Nonadecimal Creative, предусматривает ведение споров в интернете против интернет-троллей, которые высказывают расистские и другие провокационные комментарии. На выбор есть несколько видов ответов, таких как «разорвать на части их претензии вашей логикой», «ретранслировать сообщение, для того, чтобы его атаковали другие», или «пойти на личную атаку». Пользователи могут выбрать класс персонажа, и геймплей включает в себя изменения пользовательских показателей Вменяемости и Репутации. Создатель игры Эрик Форд объяснил, что игра была разработана для развития критического мышления, отнюдь «не предполагающая того, что не следует открыто выступать против расистских, сексистских или других оскорбительных комментариев в Интернете. Цель состоит в том, чтобы поощрять критическое мышление в плане того, как это может быть сделано более эффективно и с меньшими потерями для реальных воинов социальной справедливости».

## Критика
По мнению противников термина «SJW», большинство случаев его использования является логической ошибкой — приписыванием проблемы агрессивных «привилегированных» прогрессивистов, зачастую осуждающих целые группы (обычно — всех белых мужчин):
«SJW, как правило, молодые, белые и проводят своё время в социальных сетях, осуждая тех, кто не соответствует их собственным моральным и этическим стандартам».
На всех приверженцев социального прогрессивизма:

«Если вы считаете оскорблением обвинять кого-то в том, что он за социальную справедливость или против фашизма, вам нужно работать над своим „жёстким подколом“.»
Оригинальный текст (англ.)"If you think it's an insult to accuse someone of being for social justice or against fascism, you need to work on your "savage burn".
— Бэтти Бауэрс (англ. Betty Bowers) 

«Проблемы, которые сторонники социальной справедливости подчёркивали в течение десятилетий, наконец оказались в центре внимания — проблемы сексуального насилия и принуждения, объективации и сексуальности, гендерного дисбаланса в культурных индустриях — и это заставило тех, кто цепляется за отсталые, репрессивные идеологии, найти ругательство для тех, кто осмеливается бросать вызов системам взглядов, которые способствуют тому, чтобы белые трудоспособные мужчины-натуралы оставались „верхушкой общества“. Отсюда и воины социальной справедливости.»Оригинальный текст (англ.)"Problems that social justice advocates have been stressing for decades are finally finding themselves in the spotlight — issues of sexual abuse and coercion, objectification and sexualization, gender imbalance in the cultural industries — and this has forced those who cling to tired, oppressive ideologies to find an insult for those who dare to challenge the systems of oppression that have kept white, straight, able-bodied men on top of the heap. Hence, the social justice warrior."
— 